# 472

## Decese
- 11 iulie: Anthemius  (n. 420)
- 23 octombrie: Olybrius  (n. ?)
- 18 august: Ricimer  (n. 405)